# Egoteismo
L'egoteismo è la deificazione della concezione umana di Dio, o la credenza che essa sia tutto ciò che gli uomini possono sapere di Dio. Questa posizione presuppone l'impossibilità della rivelazione divina ed è di conseguenza una negazione della validità della fede e della maggior parte delle tradizioni teistiche, fatta eccezione per il deismo.
In un contesto New Age, "egoteismo" può riferirsi alla deificazione di sé stesso. L'identificazione di sé stesso con il divino è una dottrina dell'Induismo (vedi Ātman) e di alcune versioni della religione cristiana, come nella teologia di Atanasio di Alessandria.